# 정치경제학 비판 요강

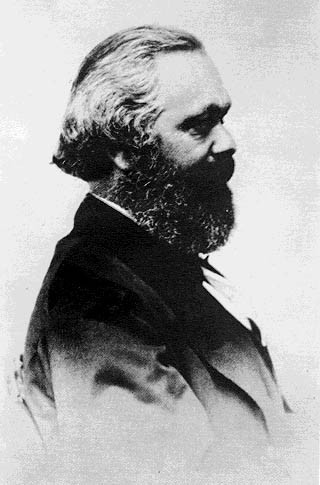
카를 마르크스

《정치경제학 비판 요강》(독일어: Grundrisse der Kritik der politischen Ökonomie)은 카를 마르크스의 저작으로 자본론의 초고에 해당하는 책이다.
≪정치경제학 비판 요강≫(≪요강≫)에는 마르크스가 1857년 7월부터 1858년 5월까지 집필한 3편의 경제학 수고가 실려 있다.
1. ＜바스티아와 캐리＞(1857년 7월),
2. ＜서설＞(1857년 8월),
3. ＜정치경제학 비판 요강＞(1857년 10월부터 1858년 5월까지)이 그것이다. 이 수고들은 1939년부터 1941년까지 구소련의 마르크스, 레닌주의 연구소에 의해서 처음으로 그 전문이 ≪정치경제학 비판 요강≫이라는 제목으로 출간되었다.

≪요강≫은 흔히 ≪자본론≫ 초고로 알려져 있는 책이다. 그렇지만 저자인 마르크스가 출판을 목적으로 집필한 원고가 아니라 ‘자기 이해’를 위해 생각나는 대로 적어 내려간 초고인 데다가 헤겔 철학적인 표현이 많이 동원되고 있기 때문에 이해하기 어려운 책으로 평가되고 있다. 그럼에도 불구하고 이 책은 ≪자본론≫에 포함되어 있지 않은 내용도 상당히 포함하고 있기 때문에 독자적인 가치를 지니는 것으로 평가된다. 또한 ≪요강≫은 초기 마르크스의 경제이론을 연구하는 데 소중한 자료를 제공해 준다. 마르크스의 경제사상이 처음부터 완성된 형태로 제시된 것이 아니라 40여 년에 걸친 연구과 실천의 결실이라는 사실은 ≪요강≫에서도 이미 잘 드러나고 있다. 수고가 불과 10개월 동안에 작성되었음에도 그 사이에 새로운 사고와 문제의식이 꾸준히 제기되고 있음을 알 수 있다. 마르크스경제학의 완성판이라 할 수 있는 ≪자본론≫과 비교해 보면 마르크스경제학이 꾸준한 발전 과정 속에 있었음을 더욱 확연히 알 수 있다. 두 저술 모두에서 자본주의 생산양식의 역사적 성격, 다음 사회를 준비하는 사회로서의 자본주의의 위상에 관해 표명된 마르크스의 확신에는 변함이 없지만, ≪요강≫에서 단편적으로 제기된 문제의식, 훗날 천착하기로 예고되었던 상당수 경제 분야가 ≪자본론≫에는 포함되어 있지 않을 뿐만 아니라 ≪요강≫의 서술 내용과 ≪자본론≫의 서술 내용에서 차이가 발견되기도 한다.

## 참고 자료
- 본 문서에는 지식을만드는지식에서 CC-BY-SA 3.0으로 배포한 책 소개글을 기초로 작성된 내용이 포함되어 있습니다. 김호균 역, ISBN 978-89-6680-537-2